# Luís Frade
Luís Diogo Sousa Frade (* 11. September 1998 in Rio Tinto, Portugal) ist ein portugiesischer Handballspieler. Seit 2020 spielt der Kreisläufer in der spanischen Liga ASOBAL beim FC Barcelona.

## Karriere
Luís Frade, dessen Eltern Rugby und Basketball spielten, kam erst mit 14 Jahren durch ein Sommercamp mit dem Handballsport in Kontakt. Fortan trainierte er in der Jugend des nahe gelegenen Erstligisten AA Águas Santas vier- bis fünfmal pro Woche. Ab 2015 gehörte der 1,94 m große Kreisläufer zur Erstligamannschaft. Im Sommer 2018 wechselte er zu Sporting Lissabon. Mit den Hauptstädtern erreichte er das Achtelfinale der EHF Champions League 2018/19 sowie die Vizemeisterschaft in der Andebol 1. Seit 2020 steht Frade beim FC Barcelona unter Vertrag. Im nachträglich ausgetragenen Final Four der EHF Champions League 2019/20 im Dezember 2020 unterlag er im Finale dem THW Kiel. In den beiden darauffolgenden Jahren gewann Frade mit Barcelona die Champions League. Im Finale gegen Aalborg Håndbold erzielte er einen Treffer. 2021/22 wurde er, nachdem er sich von einem Kreuzbandriss erholt hatte, im Final Four nicht eingesetzt.
Bei der U-21-Handball-Weltmeisterschaft 2019 belegte er den vierten Platz.
Für die portugiesische A-Nationalmannschaft bestritt Luís Frade bisher 83 Länderspiele, in denen er 196 Tore erzielte. Bei der Europameisterschaft 2020 erreichte er den sechsten Rang. Mit der portugiesischen Auswahl nahm er an den Olympischen Spielen in Tokio und der Weltmeisterschaft 2025 teil. Bei der Weltmeisterschaft 2025 warf er 22 Tore in neun Spielen und erreichte mit dem vierten Platz die beste Platzierung der portugiesischen Mannschaft bei einer WM.

## Erfolge
mit Sporting Lissabon
- Portugiesischer Vizemeister 2019

mit dem FC Barcelona
- EHF-Champions-League-Sieger 2021, 2022 und 2024
  - EHF-Champions-League-Finalist 2020
- Spanischer Meister 2021, 2022, 2023 und 2024
- Spanischer Pokalsieger 2021, 2022, 2023, 2024, 2025
- Spanischer Königspokalsieger 2021, 2022, 2023, 2024
- Spanischer Supercupsieger 2020 und 2021
- Iberischer Supercupsieger 2022, 2023, 2024
- Katalanischer Supercupsieger 2020, 2021, 2022, 2023, 2024